# Itoplectis tunetana
Itoplectis tunetana là một loài tò vò trong họ Ichneumonidae.